# Blankenhain
Blankenhain ist eine Kleinstadt im Süden des Landkreises Weimarer Land an der Thüringer Porzellanstraße. Sie liegt zwischen Weimar und Rudolstadt und gehört zu den flächengrößten Gemeinden Thüringens. Blankenhain trägt den Beinamen „Lindenstadt“.

## Geografie

### Lage
Blankenhain liegt in etwa 350 Meter Höhe in der Talsenke der Schwarza, die die Stadt von Ost nach West durchfließt. Nördlich liegt der 497 Meter hohe Kaitsch und westlich erheben sich ebenfalls bewaldete Berge, die zur geologischen Formation der Ilm-Saale-Platte (Muschelkalk) gehören. Nach Süden und Osten erstreckt sich eine wellige Hochfläche, auf der die meisten Ortsteile Blankenhains liegen. Nachbarstädte sind Bad Berka im Norden, Magdala im Osten, Rudolstadt mit dem Ortsteil Teichel im Süden und Kranichfeld/Tannroda im Westen.
Weimar liegt etwa 15 Kilometer nördlich, Jena etwa 20 Kilometer östlich und Rudolstadt etwa 20 Kilometer südlich. Erfurt befindet sich etwa 30 Kilometer nordwestlich von Blankenhain.

### Stadtgliederung
Zur Stadt Blankenhain gehören neben der Kernstadt 23 Ortsteile:
| - Altdörnfeld - Drößnitz - Großlohma - Hochdorf - Keßlar - Kleinlohma - Krakendorf - Lengefeld | - Loßnitz - Lotschen - Meckfeld - Neckeroda - Neudörnfeld - Niedersynderstedt - Obersynderstedt - Rettwitz | - Rottdorf - Saalborn - Schwarza - Söllnitz - Thangelstedt - Tromlitz - Wittersroda |

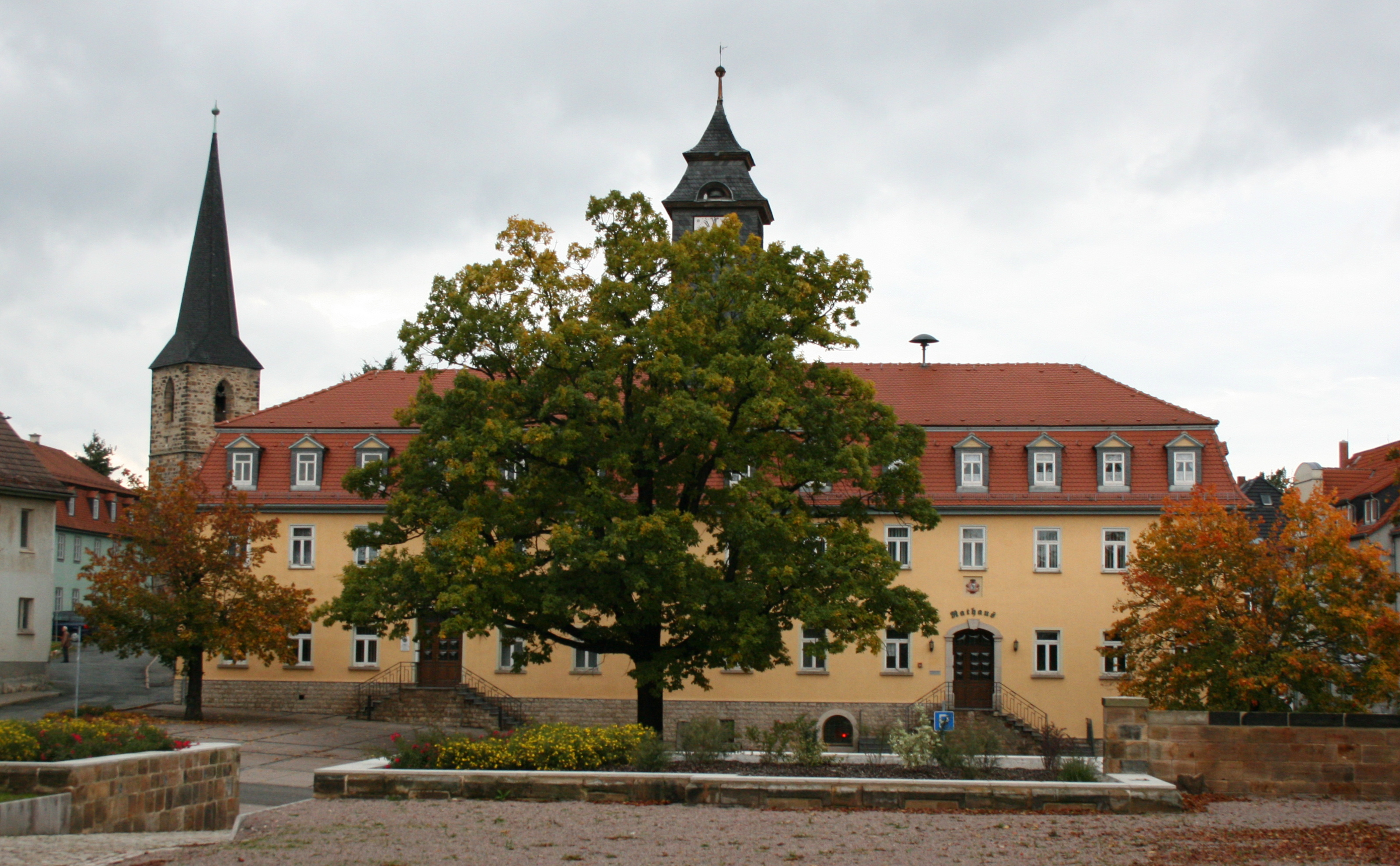
Marktplatz

In der Kernstadt leben etwa 3500 Einwohner.

## Geschichte

### Mittelalter
Im Mittelalter kreuzten sich zwischen Ilm und Saale mehrere wichtige Wege: Kahla–Erfurt, Weimar–Saalfeld, Gera–Arnstadt, Magdala–Großliebringen/Langewiesen/Dreiherrenstein/Frauenwald. Zum Schutz dieser Verbindungen gab es eine hochmittelalterliche Burg in Blankenhain, auf deren Gelände jetzt das Blankenhainer Schloss steht. Die Herren von Blankenhain sollen eine Nebenlinie der Herren von Mellingen gewesen sein. Sie waren Vasallen des Erzbischofs von Mainz. 1147 nannte man einen Zeugen Gottfried von Blankenhain. Unter der Herrschaft der Landgrafen von Thüringen, stiegen dann die Herren von Blankenhain durch Burgenbesitz in den Adel auf.
Im Mittelalter war Blankenhain eine gut befestigte Stadt mit Mauer, Graben, Wall und einer dichten Hecke. Neun Teiche sicherten die 4 bis 5 m hohen Mauern. Letzter Zeitzeuge dieser massiven Anlagen ist der kleine Ententeich, der sich früher durch die gesamte Parkanlage des Carl-Alexander-Platzes gezogen haben soll.
Im Bereich des Schlosses wurden Siedlungsreste aus dem 7. Jhd. nachgewiesen. Die damals hier errichtete fränkische Rundburg, diente vor allem dem Schutz der hier durchführenden zwei Handelsstraßen. Die erste urkundliche Erwähnung Blankenhains erfolgte am 7. Juli 1252. Zur Verleihung des Stadtrechts ist kein genaues Datum überliefert, erstmals als Stadt bezeichnet wurde Blankenhain 1424. Um 1500 wurde die Burg umgebaut und nach einem Brand 1667 bekam das Anwesen die heutige Gestalt.

### Spätmittelalter
Blankenhain war im Spätmittelalter zum Sitz einer Seitenlinie der Grafen von Gleichen geworden, nach dem Aussterben der Grafen von Gleichen fiel deren Lehen zunächst an das Erzbistum Mainz, 1639 übergab man wie auch in Ohrdruf und Wandersleben das heimgefallene Lehen an die Grafen von Hatzfeld. Nach deren Aussterben kam Blankenhain an das Herzogtum Sachsen-Weimar, zu dem es bis 1920 gehörte.

### Neuzeit
Der heutige Marktplatz entstand 1716 und das Rathaus wurde 1739 erbaut. 1794 zum Kurfürstentum Mainz gehörend, wurde Blankenhain 1803 preußisch und 1806 den Franzosen untertan. In dieser Zeit schenkte Napoleon der Universität Jena zur Wiedergutmachung für deren Kriegsschäden das Lindengrundstück (heute Helios). Die Universität Jena brauchte allerdings bereits 1812 dringend Geld zum Ankauf einer Bibliothek und veräußerte das Grundstück. So gehörte es zunächst der Französischen Kriegs- und Domänenkammer, dann 1813 der Preußischen Verwaltung und schließlich seit 1815 der Großherzoglichen Landesregierung Sachsen-Weimar-Eisenach, zu dem es bis 1920 gehörte. Das Blankenhainer Schloss war für kurze Zeit Aufenthaltsort des Preußischen Königs Friedrich Wilhelm III. und seiner Frau Königin Luise bei dem fluchtartigen Rückzug in Richtung Königsberg nach der verlorenen Schlacht von Jena und Auerstedt.

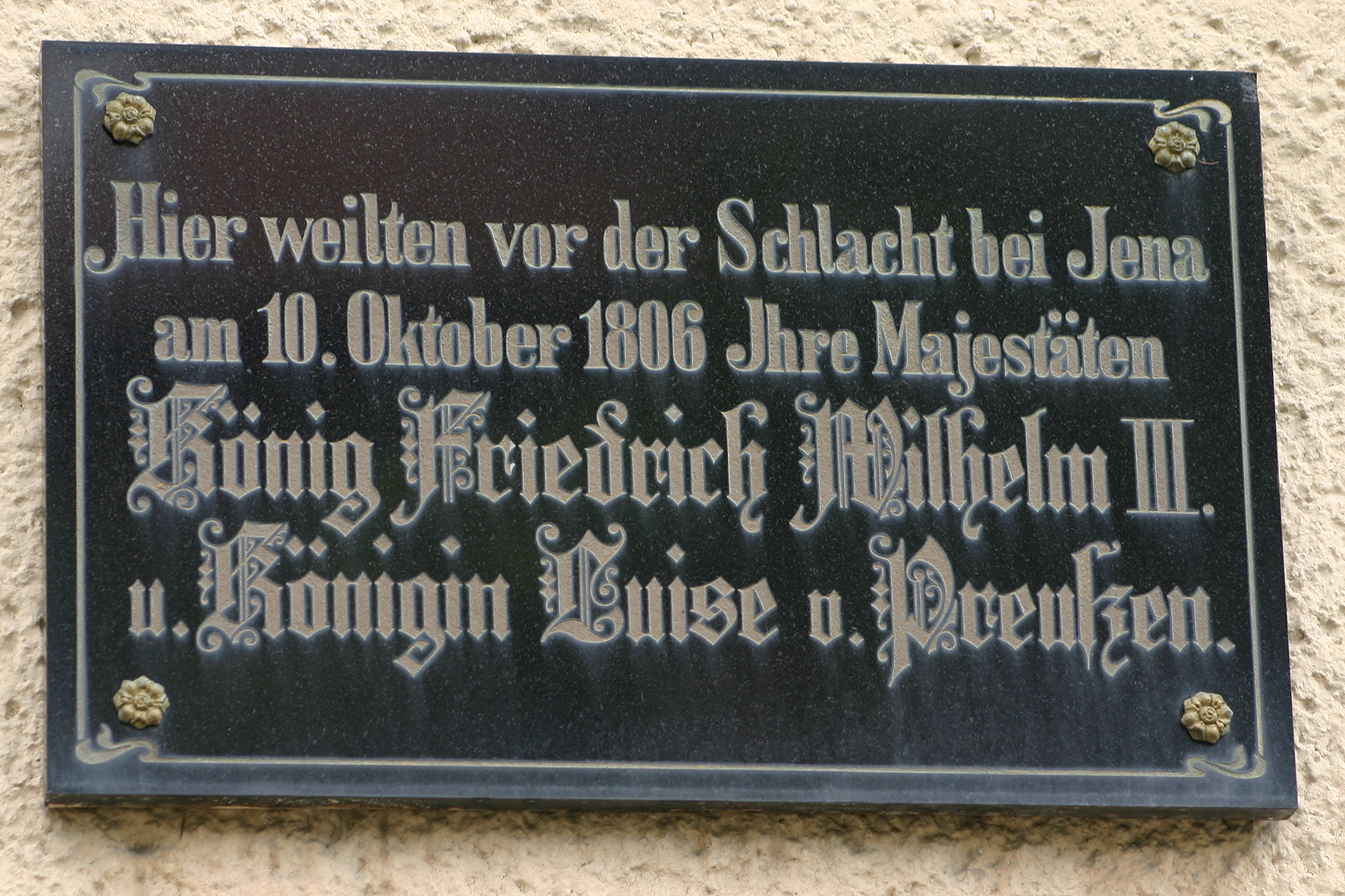
Gedenktafel an den Aufenthalt des preußischen Königspaares 1806

### 20. Jahrhundert
Beim Einmarsch der US-Truppen im April 1945 wurde der Bürgermeister Konrad Fuß erschossen, als er die weiße Fahne zum Zeichen der Kapitulation hisste. Nach dem Ende des Zweiten Weltkrieges wurden im Krankenhaus hunderte von Kriegsgefangenen, Zwangsarbeitern und KZ-Häftlingen aus dem befreiten KZ Buchenwald behandelt, von denen jedoch mindestens 328 den Folgen der Misshandlungen erlagen, unter ihnen 68 Juden. Die Toten wurden sowohl auf dem Alten wie auch dem Neuen Friedhof beigesetzt. Für sie wurden Grabsteine und 1976 eine Gedenkstätte errichtet.
Die „Kernstadt“ Blankenhain verfügt seit 1908 über eine leitungsgebundene öffentliche Wasserversorgung; einige der 1994 eingemeindeten Orte hatten für ihre Einwohner schon zuvor derartige Einrichtungen geschaffen. Heute obliegt die Aufgabe der Wasserversorgung im gesamten Gebiet der Stadt dem Wasserversorgungszweckverband Weimar; die Abwasserbeseitigung ist dem Zweckverband JenaWasser übertragen worden.
Die deutsche Fußballnationalmannschaft trainierte zur Vorbereitung auf die Fußball-Europameisterschaft 2024 im Spa- und GolfResort Weimarer Land in Blankenhain vom 26. bis 30. Mai 2024.

### Geschichte der Landesheil- und Pflegeanstalt Blankenhain

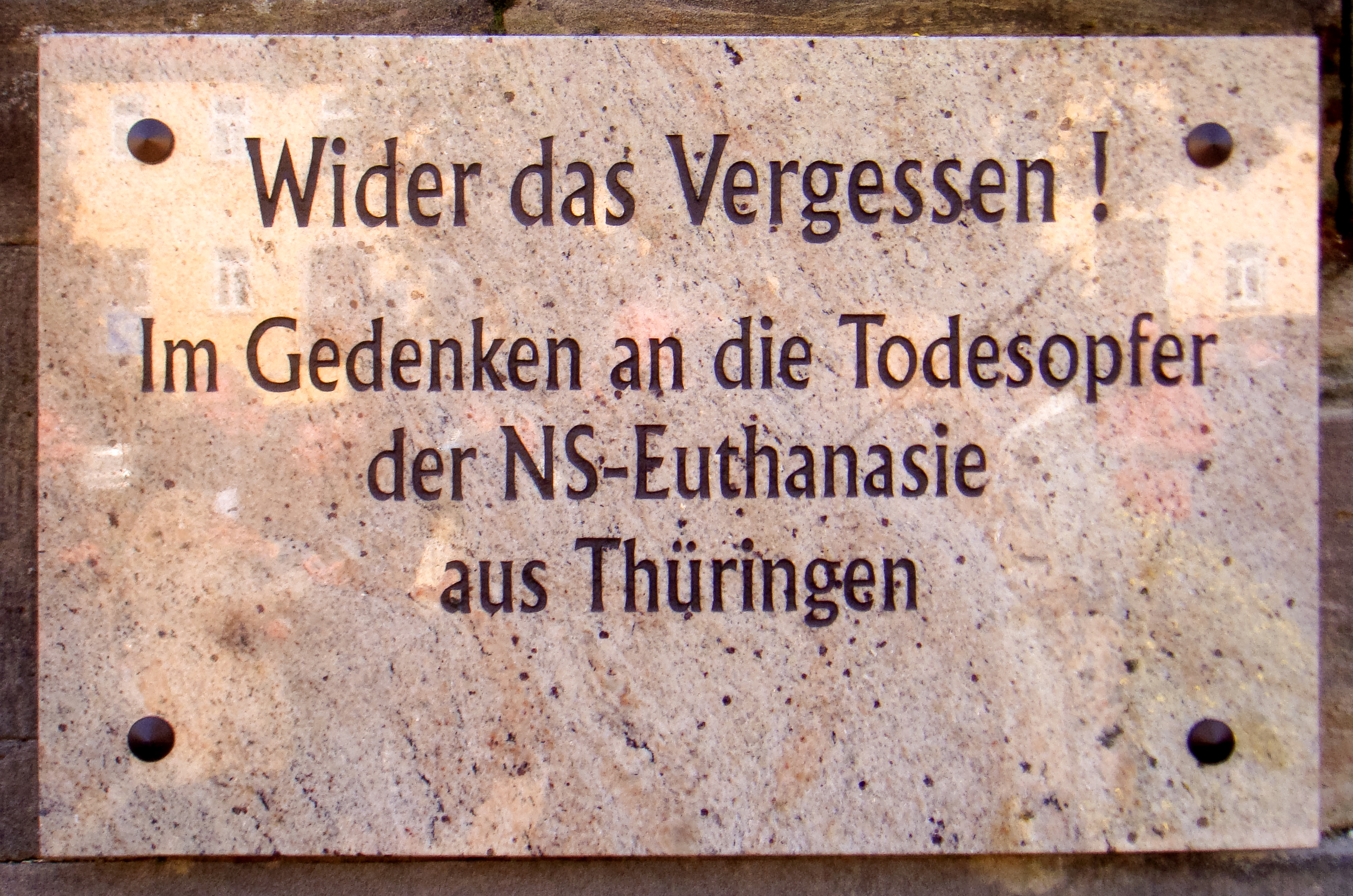
Gedenktafel, eingeweiht im September 2013, zerstört im August 2014

Im Jahre 1840 wurde in Blankenhain das „Thüringische Landeshospital“ errichtet, in dem geistig Kranke und Sieche untergebracht und betreut werden sollten. Weil die Zugänge von psychisch Erkrankten und Behinderten weiter anstiegen, folgten in den kommenden Jahrzehnten Erweiterungsbauten, bis auch das Schloss zur Unterbringung der Patienten einbezogen wurde. Katastrophale hygienische und versorgungstechnische Zustände kennzeichneten die Unterbringung, so dass die Todesrate relativ hoch lag. Ein signifikanter Anstieg der Todesfälle ist nachweislich ab 1939 zu beobachten, seitdem per „Führerbefehl“ sogenannten unheilbaren Kranken der „Gnadentod“ gegeben werden konnte. Dieser wurde durch Mangelversorgung oder bzw. und Übermedikamentierung herbeigeführt. Im Jahre 1940 wurde die Anstalt weitgehend geräumt, weil sie eine andere Funktion bekommen sollte. Die Mehrzahl aller Patienten wurde nach Mühlhausen und Stadtroda, die meisten darunter jedoch nach Zschadraß verlegt, bis sie in die Tötungsanstalt Pirna-Sonnenstein überstellt worden sind, wo sie mit Gas erstickt wurden.
In Erinnerung an diesen Teil der Anstaltsgeschichte wurde am 28. September 2013 unter dem Beisein des Thüringer Innenministers Jörg Geibert eine Gedenktafel an der Außenmauer des Schlosses eingeweiht, die von vier Schülerinnen des Gymnasiums Bergschule in Apolda gestiftet wurde. Am 17. August 2014 haben Unbekannte die Tafel abgeschraubt und hinter der Schlossmauer zerstört. Der Staatsschutz ermittelt seitdem zu den Tätern. Die Abiturientinnen legten als Bestandteil ihrer Projektarbeit eine Broschüre über den Mord an Blankenhainer Patienten in der NS-Zeit vor.

### Geschichte der Ortsteile
- Die Gründung des fränkischen Weilers Egendorf, damals Eichendorf, wird auf die Zeit nach der Zerschlagung des Königreichs Thüringen 531 datiert.[12]

- Der heutige Blankenhainer Ortsteil Thangelstedt war im Herbst 954 Schauplatz der Versöhnung Otto I. mit seinem erstgeborenen Sohn Liudolf, welche den Sieg über die Ungarn (Schlacht auf dem Lechfeld) ermöglichte. Damals hieß Thangelstedt noch Suveldun („Saufeld“).[13]

### Eingemeindungen
| Ehemalige Gemeinde       | Datum             | Anmerkung                                          |
| ------------------------ | ----------------- | -------------------------------------------------- |
| Alt- und Neudörnfeld     | 1. Oktober 1993   |                                                    |
| Drößnitz                 | 2. September 1995 |                                                    |
| Großlohma                | 1. April 1959     | Zusammenschluss mit Kleinlohma zu Lohma            |
| Hochdorf                 | 1. Oktober 1993   |                                                    |
| Keßlar                   | 1. Oktober 1993   |                                                    |
| Kleinlohma               | 1. April 1959     | Zusammenschluss mit Großlohma zu Lohma             |
| Krakendorf               | 1. Oktober 1993   |                                                    |
| Lengefeld                | 1. Oktober 1993   |                                                    |
| Lohma                    | 1. Oktober 1993   |                                                    |
| Loßnitz                  | 1. Oktober 1993   |                                                    |
| Lotschen                 | 1. März 1974      | Eingemeindung nach Keßlar                          |
| Meckfeld bei Blankenhain | 1. März 1974      | Eingemeindung nach Keßlar                          |
| Neckeroda                | 1. Januar 1997    | Umgliederung aus dem Landkreis Saalfeld-Rudolstadt |
| Niedersynderstedt        | 1. Oktober 1993   |                                                    |
| Obersynderstedt          | 1. Juli 1950      | Eingemeindung nach Loßnitz                         |
| Rettwitz                 | 6. Mai 1984       | Eingemeindung nach Krakendorf                      |
| Rottdorf                 | 1. Oktober 1993   |                                                    |
| Saalborn                 | 9. April 1994     |                                                    |
| Schwarza                 | 1. Oktober 1993   |                                                    |
| Söllnitz                 | 1. Juli 1950      | Eingemeindung nach Loßnitz                         |
| Thangelstedt             | 1. Oktober 1993   |                                                    |
| Tromlitz                 | 1. Oktober 1993   |                                                    |
| Wittersroda              | 17. Februar 1965  | Eingemeindung nach Drößnitz                        |

## Politik

### Stadtrat

#### 2024
Die Kommunalwahl vom 26. Mai 2024 führte bei einer Wahlbeteiligung von 63,3 % zu folgendem Ergebnis:

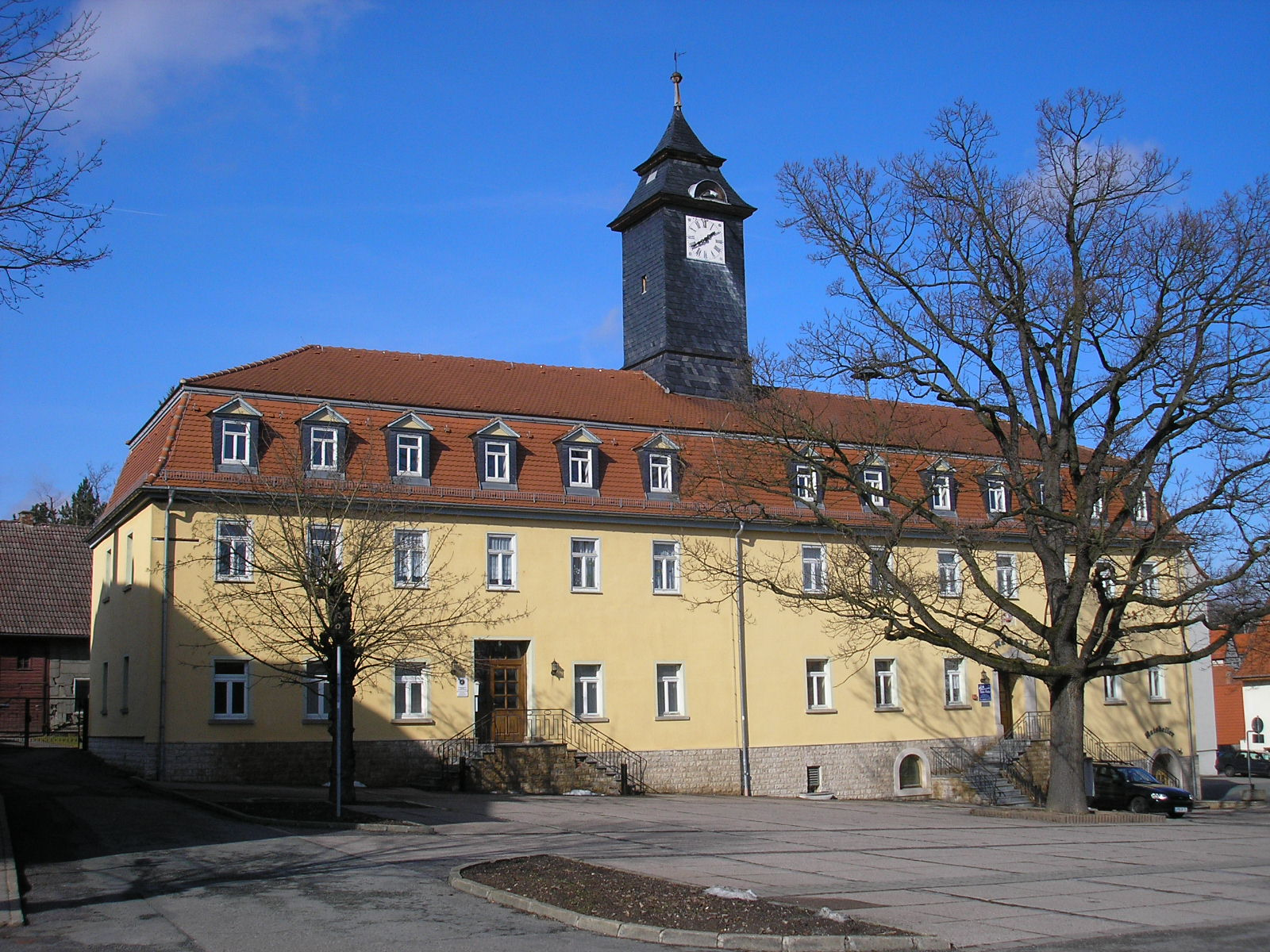
Rathaus am Markt

| Partei / Liste                      | Stimmenanteil | Sitze |
| CDU                                 | 47,2 %        | 9     |
| SPD                                 | 08,0 %        | 2     |
| BI der Einheitsgemeinde Blankenhain | 32,2 %        | 6     |
| Soziale Initiative Blankenhain      | 12,5 %        | 3     |

#### 2019
Die Kommunalwahl vom 26. Mai 2019 führte bei einer Wahlbeteiligung von 62,8 % zu folgendem Ergebnis:
| Partei / Liste                      | Stimmenanteil | Sitze |
| CDU                                 | 45,6 %        | 9     |
| BI der Einheitsgemeinde Blankenhain | 16,7 %        | 3     |
| Die Linke                           | 14,8 %        | 3     |
| Unabhängige BI Weimarer Land        | 10,8 %        | 2     |
| SPD                                 | 07,1 %        | 2     |
| Bündnis 90/Die Grünen               | 04,9 %        | 1     |

### Bürgermeister
Von 2006 bis 2018 war dies Klaus-Dieter Kellner (SPD), der aus Altersgründen nicht erneut kandidierte. Seit 2018 ist der vormalige Stadtkämmerer Jens Kramer (CDU) Bürgermeister. Er wurde 2024 mit 72,1 % wiedergewählt.

### Städtepartnerschaft
Eine Städtepartnerschaft besteht seit dem 1. September 1990 zu Waldeck in Hessen.

### Namensursprung und Beiname Lindenstadt
Der Name Blankenhain „Bei dem blanken Hain“ bedeutet sauber gerodete Waldstätte. Rund 260 Linden auf dem Stadtgebiet sorgten einst für den Beinamen „Lindenstadt“.
Die Stadtväter nahmen den Beinamen „Lindenstadt“ zum Anlass, im Stadtgebiet hauptsächlich Linden anzupflanzen.

## Sehenswürdigkeiten

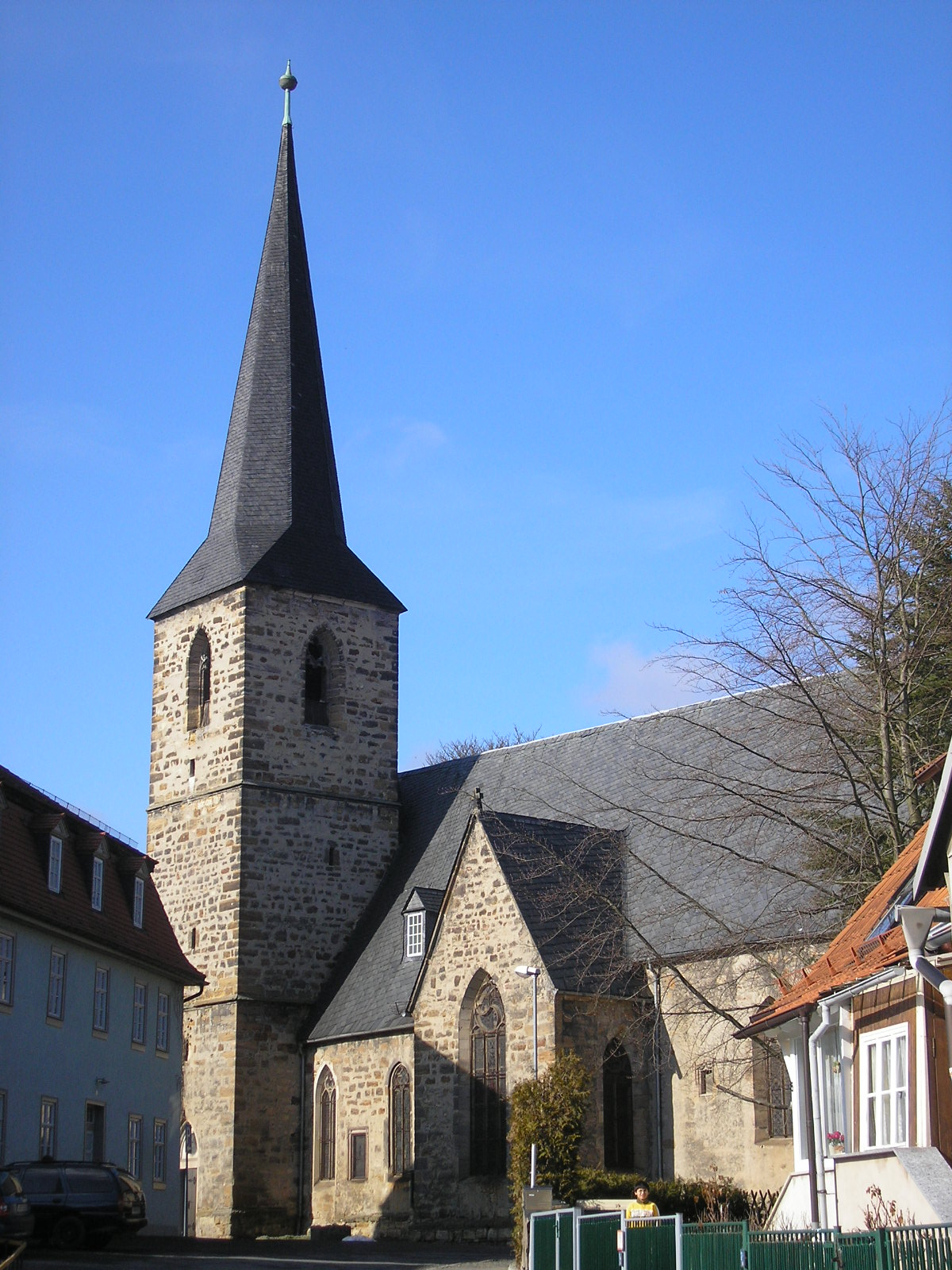
Stadtkirche

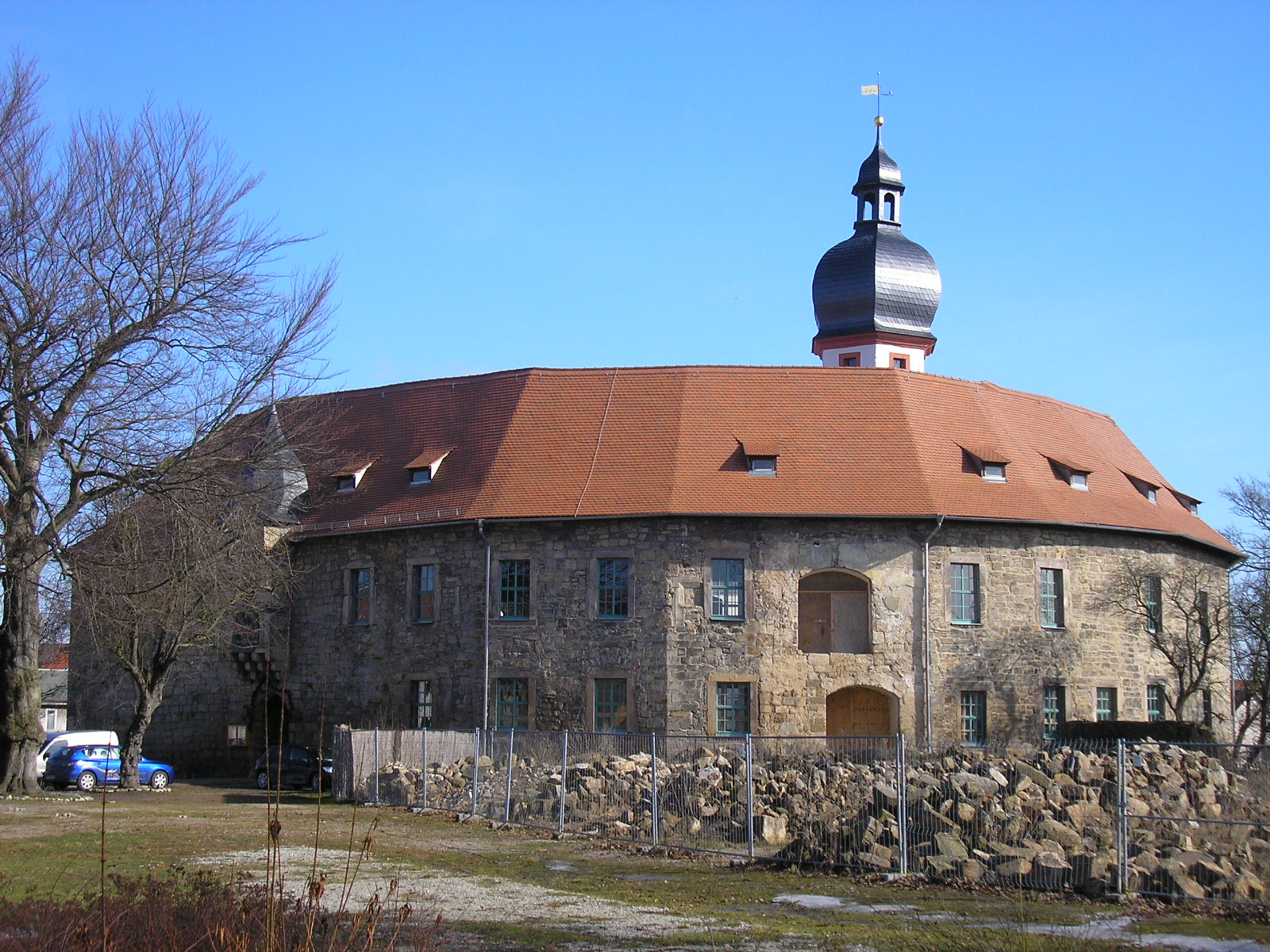
Blankenhainer Schloss

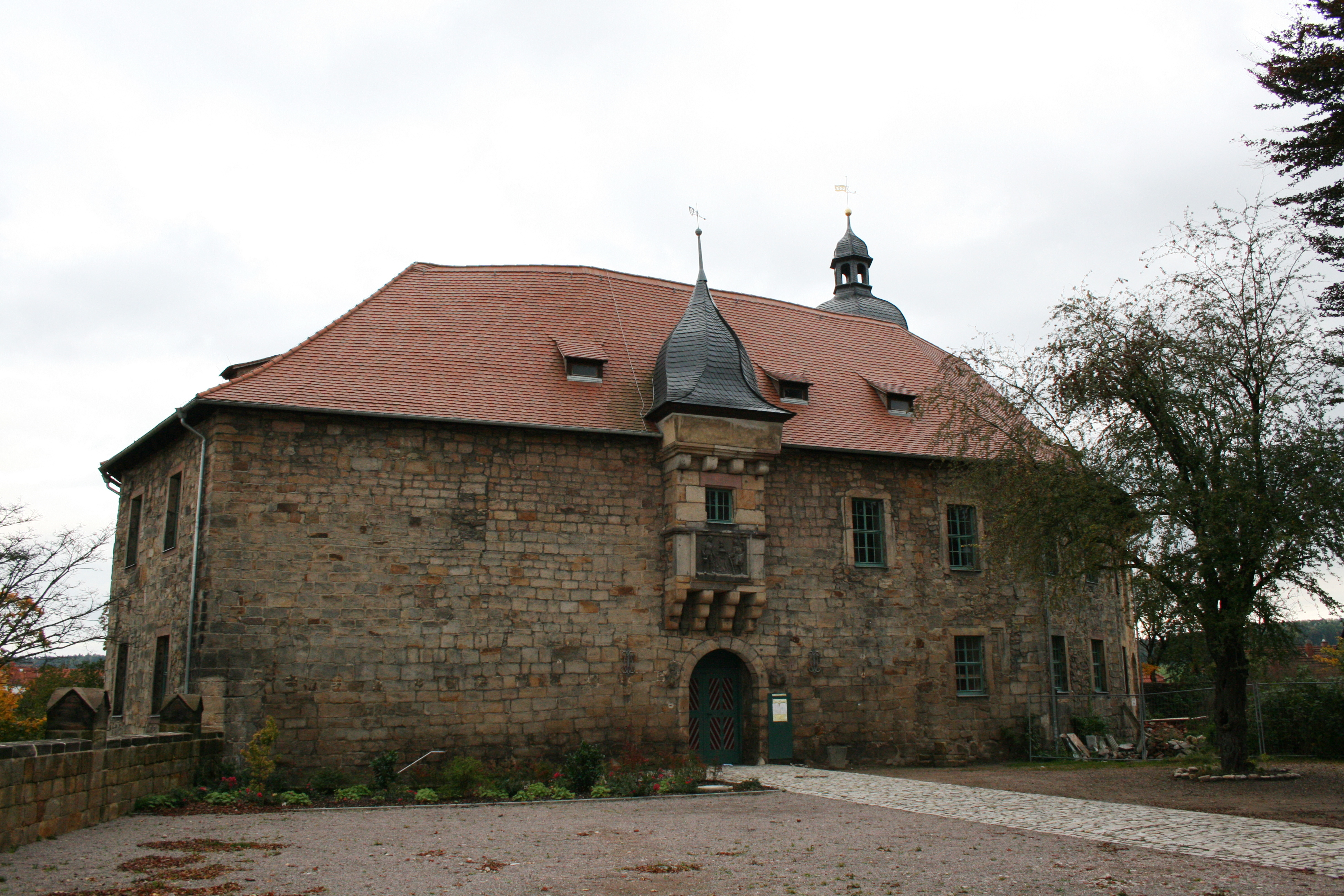
Schlosstor

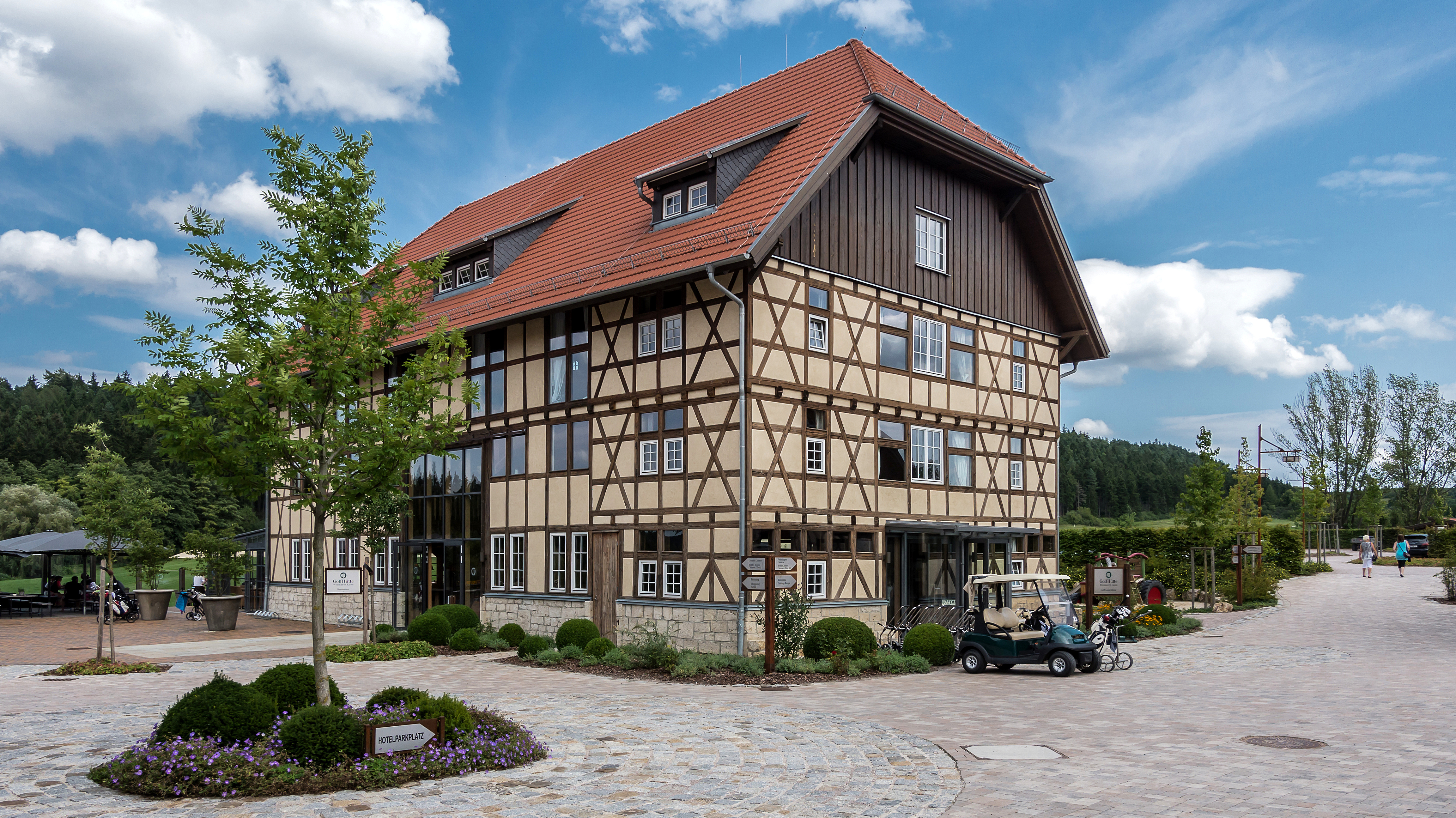
Gut Krakau Golf Resort

- Die St.-Severi-Stadtkirche wurde von 1481 bis 1493 von „Werkmeister Heinrich Geßner“ auf den Grundmauern einer spätgotischen Vorgängerkirche erbaut. Eine Urkunde aus 1517 über die Verbindung zur St.-Severi-Kirche in Erfurt befindet sich im dortigen Stadtarchiv. 1525 wurde in Blankenhain die Reformation eingeführt. Die Kirche besitzt einen 43 m hohen Glockenturm. Im Inneren beeindrucken die bunten Glasfenster von 1886 und das große Kruzifix über dem Altar. Es ist eine Holzschnitzerei aus dem 16. Jahrhundert, die 1981 nach einer Renovierung an diesen Platz kam. Vor der Reformation standen bis zu fünf Altäre in der Kirche. Das kleine Holztürchen des Sakramentsschreins in der linken Wand des Altarraumes ist ein Relikt aus katholischen Zeiten der Kirche. Der Tafelaltar mit den sieben Schnitzfiguren ist spätgotisch (Mitte des 16. Jahrhunderts). Die in dieser Zeit erbaute Sakristei wird von einem Kreuzgratgewölbe überdeckt und ist farbig ausgemalt. In einem als Gebetsraum eingerichteten Raum hängt in der Fensternische eine Christusfigur ohne Gliedmaßen und Bemalung: Sie stammt aus der Rottdorfer Kirche, wo sie auf dem Boden gefunden und nach der Restaurierung in diesem Zustand der Blankenhainer Kirche übergeben wurde. Es handelt sich um eine wertvolle Schnitzerei aus dem 16. Jahrhundert. Der barocke Orgelprospekt stammt aus den Händen des Orgelbauers Johann Christoph Schmaltz aus Wandersleben. Das pneumatische Orgelwerk von Furtwängler & Hammer aus dem Jahr 1908 verfügt über zwei Manuale mit zehn Registern im Hauptwerk, elf im Schwellwerk und weiteren sechs klingenden Stimmen im Pedalwerk. Am nördlichen Triumphbogenteil des Kirchenschiffes steht ein großes reich und in maßvollem Rokoko verziertes Grabmal mit zwei Figuren (Treue und Unschuld sowie Ewigkeit). Außer anderen Grabsteinen in der Kirche steht dort auch der eines Grafen Gottfried von Hatzfeld von 1689.
Das kleine Glasfenster mit dem knienden Abt stammt aus dem 16. Jahrhundert.
1801 erhielt die Kirche ein Geläut aus drei Bronzeglocken, von denen die zwei größeren im Ersten Weltkrieg eingeschmolzen wurden. Die kleine Glocke wurde gerettet und hängt derzeit in der katholischen Nonnenkirche in Blankenhain. 1922 goss die Glockengießerei Ulrich & Weule in Apolda die drei Stahlglocken des Kirchturms. Sie läuten in der Disposition es-ges-b und wiegen 1950 kg, 1100 kg und 500 kg. Ebenfalls 1922 wurde eine elektrische Läutevorrichtung installiert.[20]
- Die Kirche St. Anna wurde um 1503 errichtet und ist seit 1970 Heimat der katholischen Gemeinde.
- Das Blankenhainer Schloss wurde im Mittelalter als Burg errichtet und 1279 erstmals urkundlich erwähnt. Der heutige Bau entstand zwischen 1680 und 1690. Die Schlossanlage ist oval. Seit Mai 2000 kümmert sich der Schlossverein Blankenhain e. V. um den Erhalt des Schlosses als öffentliche und kulturelle Einrichtung. Über die Jahrhunderte hatte das Schloss insgesamt 8 nachgewiesene Burgherren, wobei die Grafen von Hatzfeld die prägendsten waren und das Schloss in seiner heutigen Gestalt hinterließen.
- Seit April 2010 gibt es in fünf Räumen der früheren Stadt-Apotheke in der Rudolf-Breitscheid-Straße 2 ein Apothekenmuseum; es wird von einem Förderverein unterstützt.[21]
- Auf dem Friedhof von Tromlitz erinnert eine Grabstätte mit Gedenkstein an eine namentlich genannte polnische Zwangsarbeiterin und an einen unbekannten serbischen Leidensgenossen, die im Zweiten Weltkrieg nach Deutschland verschleppt und 1944 Opfer der Zwangsarbeit wurden.
- Seit 2011 gibt es in Altdörnfeld im „Stammhaus Luge“ anno 1651, nach Neubau des Nordgiebels ein kleines Heimatmuseum und Begegnungshaus. Das Museum ist in der Bauweise und -art nicht verändert worden. Die Räumlichkeiten sind nachhaltig erhalten. Es zeigt das Leben auf dem Land, vor und nach dem Krieg, Ausstellungsstücke aus verschiedenen Bereichen und Zeiten und noch viel Interessantes mehr.[22]
- Altdörnfeld wurde 970/976 erstmals urkundlich erwähnt.
- In Altdörnfeld steht eine kleine Dorfkirche von 1746, die von 2010 bis 2013 im Innenraum restauriert und deren elektrische Anlage erneuert wurde. Hier befindet sich auch eine Gerhard-Orgel von 1735 in Originalbau.
- Das ehemalige Gasthaus Zur Krone „Reichskrone“ ist von historischer Bedeutung. Das Bürgerhaus aus dem 18. Jahrhundert beherbergte unmittelbar vor der Schlacht bei Jena und Auerstedt den preußischen König Friedrich Wilhelm III. und seine Frau Luise, Königin von Preußen. Das wohl älteste Gasthaus Blankenhains ist das „Gasthaus Zum Güldenen Zopf“, welches am „alten Markt“ und an der früheren „Kupferstraße“ gelegen ist. Im Mittelalter fanden hier die Ausspanne der Fuhrwerke Platz. Hervorzuheben an diesem Gebäude ist das schöne Fachwerkobergeschoss mit fein gearbeiteten Fassadenschnitzereien.
- Unter der heutigen Stadtverwaltung befanden sich früher sechs unterirdische Verließe – so bekam es im Volksmund den Namen „das Sechs-Männer-Gefängnis“.

## Wirtschaft und Verkehr

### Wirtschaft
Blankenhain ist eine ehemals landwirtschaftlich geprägte Kleinstadt und erlangte im 18. Jahrhundert mit Handwerksbetrieben überörtliche Bedeutung. Hier befand sich der Sitz der 1790 von Christian Andreas Speck gegründeten Weimarer Porzellanmanufaktur. Das Porzellan nannte man das „Weiße Gold von Blankenhain“. Es wurde hier von 1790 bis 2018 produziert. Ansässig waren eine Glasbläserei, eine Leinenweberei, später eine Baumwollweberei.
Die Blankenhainer Ortschronik dokumentiert eine mehr als 400-jährige Brautradition in der Lindenstadt, denn Bier war eine begehrte Handelsware. Die älteste erhaltene Brauordnung der Stadt datiert aus dem Jahr 1522. Heute wird kein Bier mehr in Blankenhain gebraut.
Viele Einwohner finden heute auch in den nahe gelegenen Städten Jena, Weimar und Erfurt Arbeit.
Die Klinik in Blankenhain ist ein Regelversorger mit einem Zentrum für Dialyseshuntchirurgie. Sie nahm 1835 ihre Arbeit auf. Sie gehört seit 1997 zu den Helios Kliniken.
Die Grafe GmbH & Co. KG mit Sitz in Blankenhain ist ein weltweit agierendes Unternehmen für Farb-Masterbatche und Additive für die Kunststoffindustrie.

### Verkehr

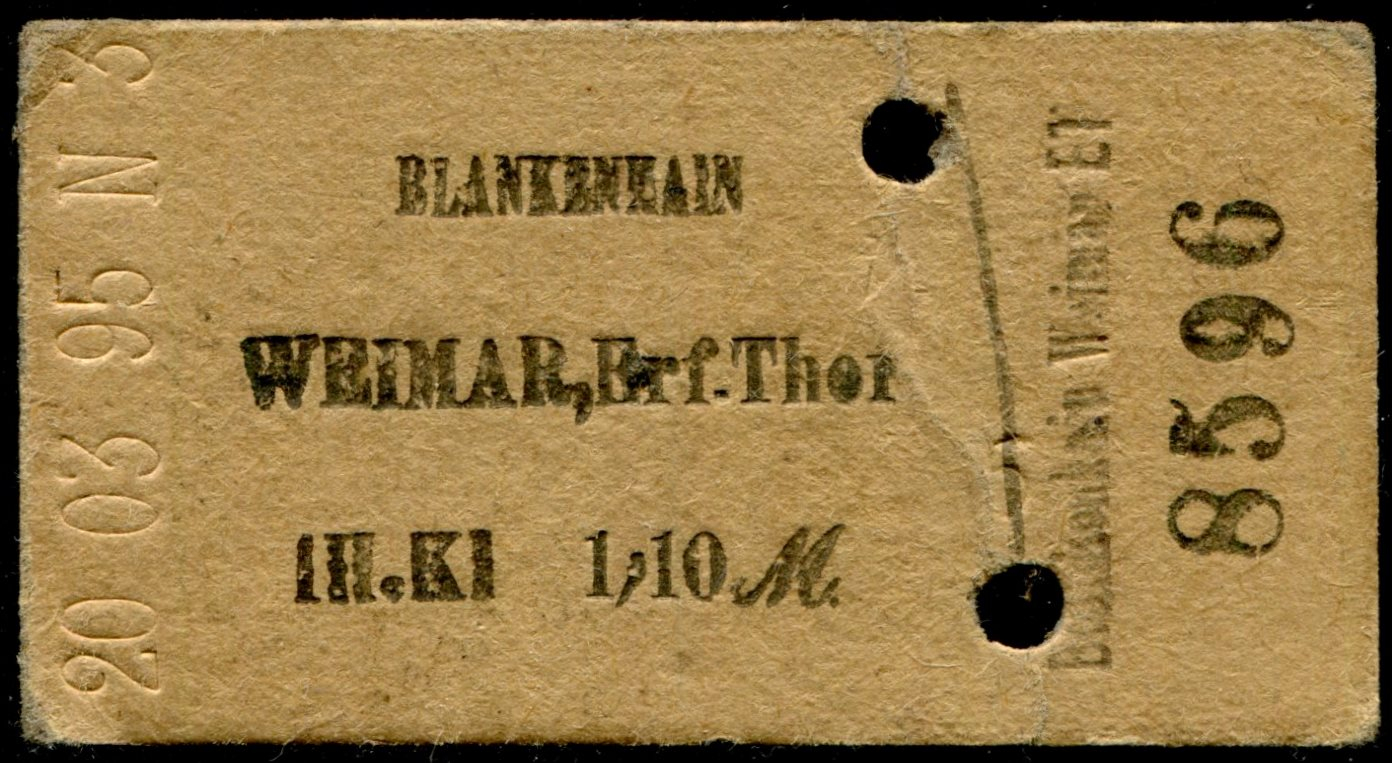
Fahrschein Personenzug Blankenhain nach Weimar – Erfurter Thor (1895)

Die Bier- und Burgenstraße und die Thüringer Porzellanstraße verlaufen durch Blankenhain.
Hauptverkehrsader der Stadt ist die in Nord-Süd-Richtung verlaufende Bundesstraße B 85, die Weimar mit Rudolstadt verbindet. Weitere Straßenverbindungen bestehen nach Tannroda im Westen, Apolda im Nordosten und Kahla im Osten. Der Anschluss an die Bundesautobahn A4 liegt ca. 12 km entfernt bei Magdala.
Mit der Buslinie 114 der KomBus erreicht man unter anderem Rudolstadt. Mit der Linie 221 der PVG Weimarer Land erreicht man Bad Berka und Weimar.
Die Eisenbahnverbindung nach Weimar bestand mit der Weimar-Berka-Blankenhainer Eisenbahn zwischen 1887 und 1967. Der Kopfbahnhof von Blankenhain befand sich auf der Weimarer Straße 19A, Ecke Marienstraße.

## Bildung
Blankenhain hat eine staatliche Grundschule, eine Regelschule, das staatliche Förderzentrum „Hans Bürger“ Blankenhain und eine Musikschule.

## Natur und Freizeit
Blankenhain verfügt über ein Freibad (Wald- und Erlebnisbad) mit einem 25-m-Sportbecken, sowie eine Kunststoffeisbahn im Winter. Das Spa- und Golfresort Weimarer Land bietet eine 36-Loch-Golfanlage mit Hütte, Restaurant und Hotel. Es wird zeitweise zu Trainingszwecken durch den DFB genutzt. Das Resort wurde um den ehemaligen Gutshof Krakau angelegt.
Die Stadt verfügt über gut markierte Wanderwege mit Bänken und Schutzhütten. Zum Stadtgebiet zählt das Landschaftsschutzgebiet Mittleres Ilmtal. Markierte Wanderwege (Auswahl mit Längenangabe): Kohlgrundweg (4 km), Dambachgrund (9 km), Wanderweg nach Müllershausen/Kötsch (4 km), Pfingsttal (6 km), Wanderweg nach Bad Berka über Buchfart (12 km), Wanderweg zur Alexanderhütte in Tannroda (7 km) und Wanderweg über den Spaal nach Großlochberg (Gothewanderweg) (7 km).
Unmittelbar vor der Stadt Blankenhain in Richtung Egendorf gelegen ist der Seeteich, ein Kleinod mit einer Fläche von rund 20 Hektar – das größte natürliche Flächendenkmal im Weimarer Land. Hier leben geschützte und selten gewordene Vogelarten und Lurche. Die Pflanzen- und Tierwelt in dem stark bewaldeten Gebiet um die Stadt ist sehr vielseitig und artenreich.

## Persönlichkeiten

### Ehrenbürger
- 1917: Paul von Hindenburg (1847–1934), Generalfeldmarschall[25]
- 1933: Adolf Hitler (1889–1945), Reichskanzler[26]

### Söhne und Töchter der Stadt
- Georg Christian Kröhne (1722–1773), schönburgischer und sächsischer Beamter
- Johann Gottlob Bernstein (1747–1835), Arzt und Professor
- Karl Friedrich Wirth (1786–1856), Jurist und Regierungsbeamter
- Carl Montag (1817–1864), Kirchen- und Schulmusiker, Chorleiter und Komponist
- Friedrich Leßner (1825–1910), Schneider, Generalrat der Sozialistischen Internationale
- Otto Hammann (1852–1928), Jurist
- Amandus Gustav Gutheil (1868–1914), Musiklehrer, Komponist, Kapellmeister, Heimatdichter
- August Ludwig (1867–1951), Pfarrer und Imker, „Thüringer Bienenprofessor“
- Max Lohfing (1870–1953), Opernsänger
- Arthur Bohnhardt (1896–1980), Dirigent und Geiger
- Herbert Molwitz (1901–1970), Kupferstecher und Radierer
- Christa Diez (1926–2022), Malerin und Grafikerin
- Gerhard Branstner (1927–2008), Schriftsteller
- Hans-Georg Kremer (* 1946), Sporthistoriker
- Jörg Schneider (* 1948), Paläontologe
- Uwe Aschmann (* 1955), Fußballspieler
- Christina Große (* 1970), Schauspielerin

### Personen, die mit Blankenhain in Verbindung stehen
- Johann Christoph Bach (1689–1740), Händler, Amtsschöppe, Organist, Cousin von Johann Sebastian Bach
- Friedrich Lattmann (1873–1946), Apotheker und Hersteller des Kräuterlikörs „Burgfrieden“
- Max Burchartz (1887–1961), Maler, lebte lange Zeit in Blankenhain
- Konrad Fuß (1893–1945), Bürgermeister, der ein Opfer des Naziterrors wurde
- Wilhelm Hegeler (1870–1943), Schriftsteller, lebte mehrere Jahre in Blankenhain
- Max Oehler (1881–1943), Maler, hatte einen Garten in Blankenhain, malte die Stadt und ihre Umgebung
- Friedrich Teuscher (1791–1865), Hauslehrer, evangelischer Oberpfarrer, Superintendent, Schriftsteller, Buchautor und Librettist
- Peter Leibfried (1947–2014), Staatskommissar von 2002 bis 2006

## Vereine
- Arbeitskreis Stadtgeschichte Blankenhain e. V.
- Blankenhainer Karateverein e. V.
- Blankenhainer Tafel e. V.
- Brieftaubenverein Blankenhain e. V.
- Büchsenschützenkompanie Blankenhain 1745 e. V.
- Bürgerinitiative der Einheitsgemeinde Blankenhain e. V.
- Bürgerstiftung Blankenhain
- Bürgerstiftung Blankenhain
- Dorfgemeinschaft Thangelstedt e. V. TT
- Dorfverein Groß- & Kleinlohma e. V.
- Dorfverein Keßlar 1999 e. V.
- Dorfverein Rottdorf e. V.
- Dorfverein Schwarza e. V.
- Fanfarenzug „Synderstedter Tal“ Blankenhain-Söllnitz 1996 e. V.
- Feuerwehrverein Blankenhain e. V.
- Feuerwehrverein Drößnitz/Wittersroda e. V.
- Feuerwehrverein Groß- & Kleinlohma e. V. (zugehörig Dorfverein Groß- & Kleinlohma)
- Feuerwehrverein Hochdorf e. V.
- Feuerwehrverein Krakendorf/Rettwitz e. V.
- Feuerwehrverein Lengefeld e. V.
- Förderverein Apothekenmuseum
- Förderverein der Grundschule Blankenhain e. V.
- Förderverein der Regelschule Blankenhain e. V.
- Förderverein Kulturdenkmal Kirche Krakendorf e. V.
- Förderverein Niedersynderstedt e. V.
- FSV Grün Weiß Blakenhain e. V.
- Heimatverein „am Goethewanderweg“ e. V.
- Hochdorfer SV e. V. Kegeln
- Hundesportverein Blankenhain e. V.
- Imkerverein August Ludwig Blankenhain & Umgebung e. V.
- Karateverein Drößnitz e. V.
- Kleingartenverein Adlungsgarten e. V.
- Kleingartenverein Krakau e. V.
- Kleingartenverein Schnetters Freude e. V.
- Kleingartenverein Waldeslust e. V.
- Kleingärtnerverein Rodeland e. V.
- Kleintierzüchterverein Schwarza & Umgebung e. V.
- Kötschberggemeinde e. V.
- Landbrücke e. V.
- Landesseniorenvereinigung „Altkreis Weimar“ e. V. (Ortsgruppe Niedersynderstedter Tal, Sitz Loßnitz)
- Lebenshilfe-Werk Weimar/Apolda e. V. (Wohnheim für Behinderte Egendorf)
- Lindenstadt-Chor Blankenhain e. V.
- MC Mittleres Ilmtal e. V. (im ADAC)
- MSC Blankenhain e. V.
- NKV-Neckerodaer Faschingsverein im Thür. Landfrauenverband e. V. (Ortsverein Neckeroda)
- Ortsverein Lotschen 1997 e. V.
- Selbsthilfegruppe Diabetes
- Selbsthilfegruppe Osteoporose
- SG Medizin Blankenhain e. V.
- SSG 01 Blankenhain e. V. (Abt. Volleyball)
- Stiftung Blankenhain für gesellschaftliches Engagement
- Thüringer Landfrauenverband e. V. Lengefeld
- Thüringer Landfrauenverband e. V. Neckeroda
- TSV Blankenhain e. V.
- Unabhängige Bürgerinitiative Weimarer Land e. V. (2000 UBI)
- VDK Sozialverband Hessen-Thüringen Ortsverband Blankenhain
- VDSF Sportfischereiverein Scherkonde e. V.(Stadtgruppe Blankenhain)
- Verein „Thüringer Färbedorf Neckeroda“ e. V.
- Verein der Generationen e. V. (Tromlitz)
- Weimarer Boxverein e. V. (Stützpunkt Blankenhain)
- Wu Dao – Blankenhain e. V.